# Тириоло
Тириоло (итал. Tiriolo) је насеље у Италији у округу Катанцаро, региону Калабрија.
Према процени из 2011. у насељу је живело 2496 становника. Насеље се налази на надморској висини од 619 м.

## Становништво
Према резултатима пописа становништва 2011. у општини је живело 3.897 становника.
| 1931. | 1936. | 1951. | 1961. | 1971. | 1981. | 1991. | 2001. | 2011. |
| ----- | ----- | ----- | ----- | ----- | ----- | ----- | ----- | ----- |
| 4.663 | 4.832 | 5.031 | 4.947 | 4.207 | 4.292 | 4.186 | 4.073 | 3.897 |